# Équipe cycliste féminine
Une équipe cycliste féminine  est une équipe de cyclisme sur route reconnue et certifiée par la fédération nationale (de la nationalité de la plupart de ses coureurs) pour participer aux épreuves des calendriers internationaux sur route. Plus précisément, une équipe féminine enregistrée par l'Union cycliste internationale peut prendre part à des épreuves 1.WWT, 2.WWT, 1.1 et 2.1, 1.2 et 2.2. 
Une équipe féminine est composée d'après le règlement par « l'ensemble des coureurs enregistrés auprès de l'UCI comme faisant partie de son équipe, du représentant de l'équipe, des sponsors et de toutes autres personnes contractées par le représentant et/ou le sponsor de l'équipe pour assurer de façon permanente le fonctionnement de l'équipe (manager, directeur sportif, entraîneur) ». Les cyclistes sous-contrats dans une équipe doivent être entre 8 et 16. Une équipe féminine a également le droit d’accueillir 4 coureurs supplémentaires spécialisés dans une autre discipline, à savoir, le cyclo-cross, le VTT ou une épreuve d'endurance de cyclisme sur piste.
Entre 2020 et 2024, il existe deux catégories d'équipes reconnues par l'UCI : les UCI Women's WorldTeams et les équipes continentales féminines UCI. Initialement prévu pour 2026, une nouvelle catégorie voit le jour en 2025 : les UCI Women's ProTeams, qui se placent entre la catégorie des WorldTeams et celle des continentales.

## Liste des équipes continentales féminines en 2025 (hors WorldTeam et ProTeam)
36 équipes sont enregistrées auprès de l'UCI pour participer aux circuits continentaux 2025, si on exclu les WorldTeams et les ProTeams.
| Liste des équipes continentales féminines UCI | Liste des équipes continentales féminines UCI | Liste des équipes continentales féminines UCI |
| Nom de l'équipe                               | Pays                                          | Code                                          |
| --------------------------------------------- | --------------------------------------------- | --------------------------------------------- |
| AG Insurance-Soudal U23                       | Belgique                                      | AGI                                           |
| Aromitalia 3T Vaiano                          | Italie                                        | VAI                                           |
| Bepink Imatra Bongioanni                      | Italie                                        | BPK                                           |
| Bodywrap LTwoo                                | Chine                                         | BDW                                           |
| Born to Win BTC City Ljubljana Zhiraf         | Italie                                        | BZB                                           |
| Canyon//SRAM Zondacrypto Generation           | Allemagne                                     | CSG                                           |
| CJ O'Shea Racing                              | Royaume-Uni                                   | AWO                                           |
| China Liv Pro Cycling                         | Chine                                         | GPC                                           |
| Cynisca Cycling                               | États-Unis                                    | CYN                                           |
| DAS-Hutchinson-Brother UK                     | Royaume-Uni                                   | DAS                                           |
| DD Group Pro Cycling Team                     | Belgique                                      | DDG                                           |
| Eneicat-CMTeam                                | Espagne                                       | EIC                                           |
| Fenix-Deceuninck Development                  | Belgique                                      | FDD                                           |
| Handsling Alba Development                    | Royaume-Uni                                   | ART                                           |
| Hess Cycling Team                             | Royaume-Uni                                   | HES                                           |
| HKSI Pro Cycling Team                         | Hong Kong                                     | HKS                                           |
| Isolmant-Premac-Vittoria                      | Italie                                        | SBT                                           |
| Li Ning Star Ladies                           | Chine                                         | LNL                                           |
| Liv-AlUla-Jayco WCT                           | Australie                                     | LJA                                           |
| LKT Team                                      | Allemagne                                     | LKT                                           |
| Lotto Ladies                                  | Belgique                                      | LOL                                           |
| MAT ATOM Deweloper Wrocław                    | Pologne                                       | MAT                                           |
| Nexetis                                       | Suisse                                        | NXT                                           |
| OU7                                           | Ouzbékistan                                   | OU7                                           |
| Sahand Pump Crown Tabriz                      | Iran                                          | SPC                                           |
| Smurfit Westrock                              | Royaume-Uni                                   | FLR                                           |
| Standard Insurance Phi                        | Philippines                                   | SIP                                           |
| Team Coop-Repsol                              | Norvège                                       | REP                                           |
| Team Dukla Praha                              | Tchéquie                                      | TDP                                           |
| Team Mendelspeck e-work                       | Italie                                        | MDS                                           |
| Thailand Women's Cycling Team                 | Thaïlande                                     | TWC                                           |
| Top Girls Fassa Bortolo                       | Italie                                        | TOP                                           |
| UAE Development                               | Émirats arabes unis                           | UDT                                           |
| Velopro-Alphamotorhomes                       | Belgique                                      | PRO                                           |
| Virginia's Blue Ridge-TWENTY28                | États-Unis                                    | T28                                           |
| WCC Team                                      | international                                 | WCC                                           |

## Saisons précédentes

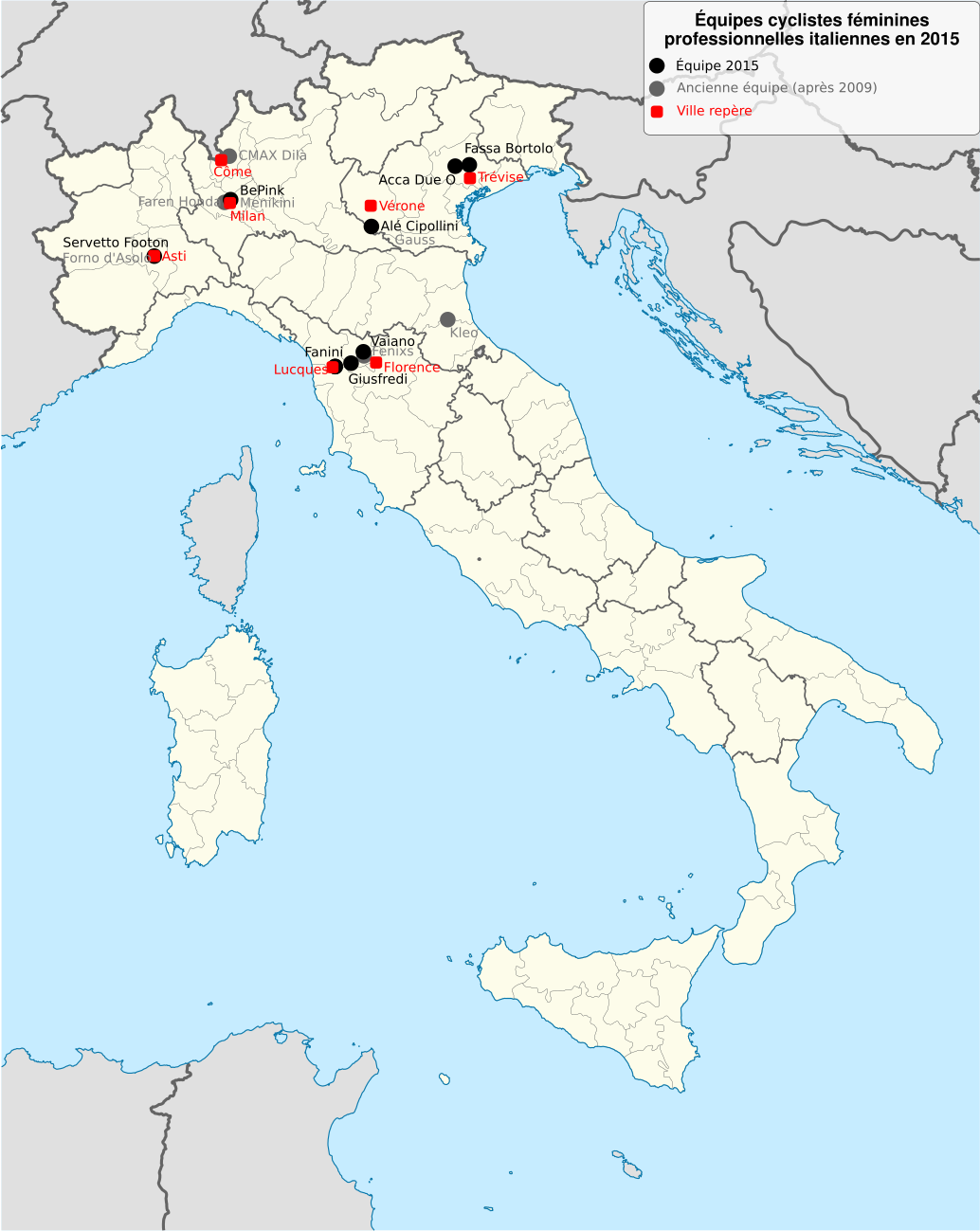
Localisations des sièges des équipes italiennes dans le pays